# Julie Christie
Julie Frances Christie (Chabua, Assam, 14 d'abril de 1940) és una actriu britànica, guanyadora d'un Oscar el 1965.

## Biografia
Julie Christie va néixer a Assam, Índia, del matrimoni format per Rosemary Ramsden i Frank St. John Christie (un operari d'una plantació de te ubicada a l'Índia). Va rebre classes en un convent de l'Índia (del qual va ser expulsada) i posteriorment en la Central School of Speech and Drama, abans de debutar en la sèrie de ciència-ficció del 1961 de la BBC A for Andromeda. L'enregistrament original complet s'ha perdut, encara que queden els sis primers episodis i part del setè.
El seu primer paper protagonista va ser a la pel·lícula del 1963 Billy Liar, al costat de Tom Courtenay. Dos anys després va interpretar el paper de Lara Antipova a Doctor Givago i el de Diana Scott a Darling. Per aquest últim paper va guanyar l'Oscar a la millor actriu. El 1967 va protagonitzar Far from the Madding Crowd. Christie va ser una de les principals figures en el Londres dels anys 1960.
En els anys 1970 es va traslladar a Hollywood, on durant diversos anys va mantenir una relació amb Warren Beatty. Després de la seva ruptura, va tornar a viure a Europa.
En la dècada del 1960 va tenir una relació amb l'actor anglès Terence Stamp i entre els anys 1967 i 1974 la seva parella va ser l'actor nord-americà Warren Beatty. El seu company des del 1979 és el periodista del diari The Guardian Duncan Campbell, amb qui es va casar en la intimitat el 2007. Actualment viu oficialment a Hollywood, on ha participat en diverses produccions, tot i que ja fa alguns anys que passa la major part del temps a l'Atzúvia (la Marina Alta, Alacant).
L'any 2005 va guanyar el Premi Internacional Terenci Moix per la seva trajectòria en el cinema.

## Filmografia

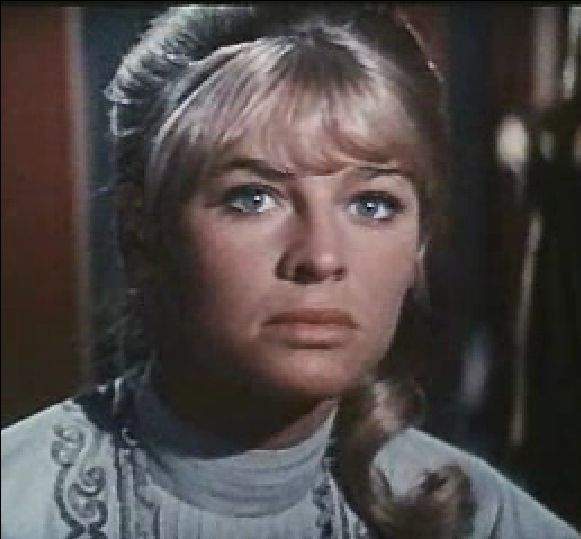
Julie Christie a Doctor Givago.

## Filmografia[4]
| Any  | Pel·lícula                                                                  | Paper                    | Notes |
| ---- | --------------------------------------------------------------------------- | ------------------------ | --- |
| 1962 | The Fast Lady                                                               | Claire Chingford         | Primera pel·lícula |
| 1962 | Crooks Anonymous                                                            | Babette LaVern           | |
| 1963 | Billy Liar                                                                  | Liz                      | Nominada − BAFTA a la millor actriu |
| 1965 | Darling                                                                     | Diana Scott              | Oscar a la millor actriu BAFTA a la millor actriu britànica Nominada − Globus d'Or a la millor actriu dramàtica                                                                     |
| 1965 | Doctor Givago (Doctor Zhivago)                                              | Lara Antipova            | Nominada − BAFTA a la millor actriu |
| 1966 | Fahrenheit 451                                                              | Clarisse / Linda Montag  | Nominada − BAFTA a la millor actriu |
| 1967 | Lluny del brogit mundà (Far from the Madding Crowd)                         | Bathsheba Everdene       | |
| 1967 | Tonite Let's All Make Love in London                                        | Ella mateixa             | |
| 1968 | Petúlia (Petulia)                                                           | Petulia Danner           | |
| 1969 | In Search of Gregory                                                        | Catherine Morelli        | |
| 1970 | The Go-Between                                                              | Marian - Lady Trimingham | Nominada − BAFTA a la millor actriu |
| 1971 | McCabe i la senyora Miller (McCabe & Mrs. Miller)                           | Constance Miller         | Nominada − Oscar a la millor actriu |
| 1973 | Amenaça a l'ombra (Don't Look Now)                                          | Laura Baxter             | Nominada − BAFTA a la millor actriu |
| 1975 | Xampú (Shampoo)                                                             | Jackie Shawn             | Nominada − Globus d'Or a la millor actriu secundària |
| 1975 | Nashville                                                                   | Ella mateixa             | |
| 1977 | Monstre mecànic (Demon Seed)                                                | Susan Harris             | |
| 1978 | El cel pot esperar (Heaven Can Wait)                                        | Betty Logan              | |
| 1981 | Memoirs of a Survivor                                                       | 'D'                      | |
| 1982 | The Return of the Soldier                                                   | Kitty Baldry             | |
| 1982 | 40 graus latitud sud (Les Quarantièmes rugissants)                          | Catherine Dantec         | |
| 1983 | Heat and Dust                                                               | Anne                     | |
| 1983 | The Gold Diggers                                                            | Ruby                     | |
| 1983 | Separate Tables                                                             | Mrs. Shankland           | TV |
| 1986 | Champagne amer                                                              | Betty Rivière            | |
| 1986 | Miss Mary                                                                   | Mary Mulligan            | |
| 1986 | Poder                                                                       | Ellen Freeman            | |
| 1988 | Dadah Is Death                                                              | Barbara Barlow           | |
| 1990 | Fools of Fortune                                                            | Mrs. Quinton             | |
| 1992 | The Railway Station Man                                                     | Helen Cuffe              | |
| 1996 | Hamlet                                                                      | Gertrude                 | |
| 1996 | Dragonheart                                                                 | Queen Aislinn            | |
| 1997 | Afterglow                                                                   | Phyllis Mann             | Independent Spirit Award a la millor actriu Nominada − Oscar a la millor actriu |
| 2001 | Belphégor - Le fantôme du Louvre                                            | Glenda Spender           | |
| 2001 | No Such Thing                                                               | Dra. Anna                | |
| 2002 | I'm with Lucy                                                               | Dori                     | |
| 2002 | Snapshots                                                                   | Narma                    | |
| 2004 | Harry Potter i el pres d'Azkaban (Harry Potter and the Prisoner of Azkaban) | Madame Rosmerta          | |
| 2004 | Descobrir el País de Mai Més                                                | Mrs. Emma du Maurier     | Nominada − BAFTA a la millor actriu secundària |
| 2004 | Troia                                                                       | Thetis                   | |
| 2005 | Garbo                                                                       | Narradora                | |
| 2005 | Cycle of Peace                                                              | Narradora                | |
| 2005 | The Secret Life of Words                                                    | Inge                     | |
| 2007 | Lluny d'ella (Away From Her)                                                | Fiona Anderson           | Globus d'Or a la millor actriu dramàtica Genie per la millor actriu Screen Actors Guild Award Millor actriu Nominada − Oscar a la millor actriu Nominada − BAFTA a la millor actriu |
| 2009 | New York, I Love You                                                        | Isabelle                 | |
| 2009 | Glorious 39                                                                 | Elizabeth                | |
| 2011 | Red Riding Hood                                                             | Àvia                     | |
| 2011 | Hello Darkness                                                              | Rachel                   | |